# Gamma Centauri
Gamma Centauri (γ Cen) – gwiazda w gwiazdozbiorze Centaura, odległa od Słońca o około 130 lat świetlnych.

## Nazwa
Gwiazda ta ma tradycyjną nazwę Muhlifain, która podobnie jak bardziej zniekształcona nazwa Muliphein (Gamma Canis Majoris) wywodzi się od arabskiego słowa ‏محلفين‎ muḥlifayn, co odnosi się do „dwóch rzeczy” lub „składania przysięgi” i nie wiadomo, do jakich gwiazd dawniej się odnosiło.

## Charakterystyka obserwacyjna
Jest to jedna z jaśniejszych gwiazd w konstelacji, jej obserwowana wielkość gwiazdowa to 2,20m, a wielkość absolutna jest równa −0,80m. Teleskop ukazuje, że jest to gwiazda podwójna, której składniki są oddalone o 0,8–0,1″ (pomiary z 1835 i 2017 roku, odpowiednio). Indywidualnie Gamma Centauri A ma wielkość 2,82m, zaś Gamma Centauri B – 2,88m. Gwiazdy leżą zbyt daleko na niebie południowym, żeby można było je obserwować z terenów Polski.

## Charakterystyka fizyczna
Składniki okrążają wspólny środek masy w czasie 84,5 roku i ich orbity są dobrze znane. Średnio dzieli je 37 au, ale oddalają się na 97 au i zbliżają na 6 au.
Są to bardzo podobne fizycznie gwiazdy, białe podolbrzymy należące do typu widmowego A. Każda z nich ma temperaturę około 9300 K i jasność 95 razy większą od Słońca. Fizyka gwiazd przewiduje, że mają masy około 2,8 M☉, ale parametry orbit wskazują, że są one wyższe – około 3,7 M☉, co sugerowałoby obecność w układzie niezaobserwowanych towarzyszy. Będąc bliźniaczo podobne, gwiazdy ewoluują w tym samym tempie. W przyszłości staną się parą olbrzymów, a następnie odrzucą otoczki tworząc mgławicę planetarną i stając się parą białych karłów.
Washington Double Star Catalog wymienia jeszcze dwóch optycznych kompanów gwiazdy: składnik C o wielkości 14,4m, który znacznie zmienił położenie względem pary γ Cen AB w ciągu ponad stu lat obserwacji, oraz składnik D, którym jest Tau Centauri.